# Школа № 6 (Нальчик)
Муниципальное казенное общеобразовательное учреждение «Средняя общеобразовательная школа № 6 с углубленным изучением отдельных предметов».
МКОУ «СОШ № 6» городского округа Нальчик — одно из старейших образовательных учреждений Кабардино-Балкарской республики. В 1938 году школа была учреждена как средняя школа. В 1991 году переехала в здание по улице Захарова, 77, где и находится по настоящее время. Школа реализует программы начального общего, основного и среднего образования, дополнительного образования, в том числе систему учебных программ по предметам, позволяющим осуществить профилизацию образования, сформировать навыки самостоятельной исследовательской деятельности обучающихся, адаптироваться к изменяющимся социально-экономическим условиям.

## Общие сведения

### Формы обучения
- Очная

### Преподавательский состав
Численный состав преподавателей в 2018 году:
- Начальная школа —
- Основная школа —
- Администрация —

Из 63 педагогических работников имеют:
- высшую квалификационную категорию — 34;
- первую квалификационную категорию — 7;
- почетное звание «Засуженный учитель КБР» — 1;
- почетное звание «Отличник просвещения» — 3;
- Звание «Почетный работник общего образования РФ» — 8;
- награждены Почетной грамотой Минобрнауки РФ — 10

### Количество учащихся
В 2017—2018 учебном году — 903 учащихся в 36 классах. Из них по образовательным программам:
- начального общего образования — 385 (15 классов);
- основного общего образования — 405 (17 классов);
- среднего общего образования — 113 (4 класса).

## История. Наименования
- 8 февраля 1938 года Президиум Исполнительного Комитета Совета Кабардино-Балкарской АССР постановлением № 88 утвердил постановление Президиума Нальчикского Горсовета от 7.02.1938 г. № 77 «Об отводе участка земли под строительство школы в конце Кабардинской улицы на полосе отчуждения железной дороги в границах от проезда на склады Сельхозснаба до жилого дома железнодорожного мастера». Здание школы размещалось фасадом на улицу Кабардинскую.
- С 1938 года открыта средняя школа № 6 города Нальчика.
- В 1942 году здание школы подверглось разрушению немецко-фашистскими захватчиками в период оккупации города Нальчика.
- 16 июля 1943 года Политбюро ЦК ВКП(б) утвердило постановление Оргбюро ЦК ВКП(б) о введении раздельного обучения, в тот же день вышло соответствующее постановление Совета народных комиссаров СССР «О введении раздельного обучения мальчиков и девочек в 1943—1944 учебном году в неполных средних и средних школах областных, краевых городов, столичных центров союзных республик и крупных промышленных городов».
- С 1943 по 1952 годы школа называлась «Женская средняя школа № 6 города Нальчика».
- 20 ноября 1944 года Указом Президиума Верховного Совета Кабардинской АССР средней школе № 6 города Нальчика присвоено имя баснописца Крылова Ивана Андреевича.
- 30 декабря 1945 года Указом Президиума Верховного Совета Кабардинской АССР за активное участие в строительстве госдрамтеатра в г. Нальчике коллектив преподавателей и учащихся школы награжден Почетной грамотой Президиума Верховного Совета Кабардинской АССР.[2]
- 1 сентября 1949 года школа полностью восстановлена после ее разрушения во время Великой Отечественной войны.
- С 1 сентября 1952 года школа переходит на совместное обучение и называется «Средняя школой № 6 города Нальчика».
- С 1960 года преобразована в Нальчикскую среднюю общеобразовательную трудовую политехническую школу № 6 с производственным обучением.
- В 1991 году школа переехала в здание по улице Захарова, 77 (здание бывших Октябрьского РК КПСС и Октябрьского райисполкома г. Нальчика), где и располагается по настоящее время.
- Постановлением Главы администрации города Нальчика от 18.01.1993 г. № 43 переименована в среднюю общеобразовательную школу № 6 города Нальчика.
- Распоряжением Департамента управления городским имуществом от 16.05.2000 г. № 311 переименована в Нальчикскую среднюю школу № 6.
- Распоряжением Департамента управления городским имуществом от 13.03.2001 г. № 125 переименована в муниципальное образовательное учреждение «Средняя общеобразовательная школа № 6» города Нальчика".
- Приказом Департамента образования и науки администрации г. Нальчика от 22.08.2003 г. № 212 переименована в муниципальное образовательное учреждение «Средняя общеобразовательная школа № 6 с углубленным изучением отдельных предметов» города Нальчика.
- Приказом Департамента образования и науки администрации г. Нальчика от 18.04.2006 г. № 349 «О наименовании муниципальных образовательных учреждений города Нальчика» переименована в муниципальное общеобразовательное учреждение «Средняя общеобразовательная школа № 6 с углубленным изучением отдельных предметов» города Нальчика Кабардино-Балкарской Республики.
- Приказом Департамента образования местной администрации г.о. Нальчик от 21.01.2010 г. № 16 «О внесении изменений в уставы общеобразовательных учреждений» — «Средняя общеобразовательная школа № 6 с углубленным изучением отдельных предметов» городского округа Нальчик Кабардино-Балкарской Республики.
- Постановлением Местной администрации городского округа Нальчик от 12.08.2011 г. № 1802 "Об изменении типа муниципального общеобразовательного учреждения" изменен тип на муниципальное бюджетное общеобразовательное учреждение «Средняя общеобразовательная школа № 6 с углубленным изучением отдельных предметов» городского округа Нальчик Кабардино-Балкарской Республики.
- Постановлением Местной администрации г.о. Нальчик от 12.12.2012 г. № 2033 "Об изменении типа муниципального бюджетного общеобразовательного учреждения «Средняя общеобразовательная школа № 6 с углубленным изучением отдельных предметов» городского округа Нальчик" изменен тип на муниципальное казенное общеобразовательное учреждение «Средняя общеобразовательная школа № 6 с углубленным изучением отдельных предметов» городского округа Нальчик Кабардино-Балкарской Республики.

## Директора
1. Ситников Яков Андреевич — 1938—1941 гг., первый директор школы. В августе 1941 г. ушел на фронт. В боях под Ростовом-на-Дону получил тяжелые ранения и умер в декабре 1941 г. Похоронен в станице Синявская Ростовской области.
2. Гайворонский А. — сентябрь 1940 г. Ранее работа завучем школы.
3. Тихонович — осень 1941 г.
4. Рыжеволова Антонина Васильевна — с декабря 1941 г.
5. Кулька Александр Петрович — с марта по август 1943 г. В последующем — учитель истории в 6 школе. Награжден медалью «За доблестный труд в Великой Отечественной войне 1941—1945 гг.».
6. Мещерякова Анастасия Васильевна — с августа по декабрь 1943 г. В последующем — учитель в 6 школе, заведующая начальной школы № 15 г. Нальчика.
7. Левшина Александра Антоновна — 1945—1954 и 1959—1962 гг., всего 12 лет. В 1954—1959 гг. — заведующая Нальчикским городским отделом народного образования. Заслуженный учитель школы РСФСР (1957), отличник народного просвещения РСФСР, награждена медалями «За доблестный труд в Великой Отечественной войне 1941—1945 гг.», «За трудовую доблесть», Почетной Грамотой Президиума Верховного Совета КАССР (1951).
8. Чужинов Алексей Карпович — 1954—1959 гг. До прихода в 6 школу работал учителем физики в средней школе № 10 г. Нальчика, возглавлял Нальчикский городской отдел народного образования. В 1963—1966 гг. — директор школы № 2 города Нальчика. Заслуженный учитель школы РСФСР.
9. Колумбет Ольга Ильинична (1910—1993) — с 25 августа 1962 г. по 10 августа 1974 г. Участница Великой Отечественной войны. в 1946—1950 гг. — заведующая Майским районо Кабардинской АССР, 1950—1962 — заместитель министра просвещения КБАССР. С 1974 работала на кафедре русского языка и общего языкознания КБГУ. Заслуженный учитель школы РСФСР (1967) и КБАССР (1959). Награждена орденом Отечественной войны II степени.
10. Доценко Валентина Ивановна (1927—2002) — 1974—1978 гг. С 1978 г. — директор средней школы № 3 города Нальчика, в 1991—1995 гг. — учитель начальных классов в школе № 6. Отличник народного образования РСФСР.
11. Соттаева Галина Юсуфовна — 1978—1997 гг. С 1969 г. — директор Лашкутинской средней школы Эльбрусского района Кабардино-Балкарии, с 1973 г. — председатель сельского совета селения Жанхотеко Баксанского района Кабардино-Балкарии, с 1974 г. — заместитель директора в школе № 6. С 1997 г. — заместитель директора Нальчикского филиала Современной Гуманитарной Академии. Заслуженный учитель школы КБАССР (1987).
12. Шарданов Анатолий Назирович — 1997—2016 гг. . С 1985 г. — заведующий отделом народного образования, здравоохранения и культуры Управления Делами Совета Министров Кабардино-Балкарской Республики. С 1992 г — заместитель министра — начальник управления профессионального образования Министерства народного образования Кабардино-Балкарской Республики. После школы № 6 — начальник музыкального кадетского корпуса[3] Северо-Кавказского государственного института искусств.. Заслуженный работник образования КБР, Отличник профессионально-технического образования РФ, кандидат философских наук (2003).
13. Текуев Аслан Лионович — с марта 2016 г. Почетный работник общего образования РФ (2002).

## Известные ученики
- Амирамов Ефрем Григорьевич — поэт, автор и исполнитель собственных песен, композитор, телевизионный продюсер, Народный артист Ингушетии, Заслуженный артист Карачаево-Черкесской Республики.
- Лель Екатерина Николаевна (Катя Лель) — певица, композитор, народная артистка Кабардино-Балкарской Республики, Заслуженная артистка Кабардино-Балкарской Республики.

## Учителя-орденоносцы
- Ростокина Александра Федоровна, учитель начальных классов (1943—1987) — два ордена Ленина.
- Александрина Юлия Васильевна, учитель начальных классов (1938—1958) — орден Ленина.
- Баканеева Варвара Петровна учитель начальных классов (-1949) — орден Ленина.
- Гилядов Камуил Исаакович, учитель татского языка — орден Ленина.
- Зубкова Анастасия Федоровна, завуч, учитель начальных классов (1940—1957) — орден Ленина.
- Анфимов Константин Дмитриевич, учитель истории (1964—1995) — орден Октябрьской Революции.
- Болотов Петр Андреевич, учитель трудового воспитания, помощник директора по хозчасти (1951—1977) — орден Красной Звезды.
- Голубь Марина Гордеевна, учитель русского языка и литературы (1938—1958) — орден Трудового Красного Знамени.
- Каркунова Нина Васильевна — ордена Знак Почета, Трудового Красного Знамени.
- Колумбет Ольга Ильинична, директор (1962—1974) — орден Отечественной войны II степени.
- Косякина Анна Алексеевна, учитель начальных классов (1938—1958) — орден «Знак Почета».
- Литвиненко Федор Федорович, заместитель директора по учебно-воспитательной работе, учитель физики (1976—1980) — ордена Отечественной войны II степени, Красной Звезды.
- Лямке Евгения Алексеевна, учитель начальных классов (-1952) — орден Трудового Красного Знамени.
- Малинин Иван Васильевич, военрук (1958—1967) — ордена Отечественной войны II степени, Красной Звезды.
- Мильшин Василий Никифорович, учитель электротехники (1957—1958 и 1966—1968) — орден отечественной войны II степени.
- Петикова Валентина Федоровна, учитель математики (1951—1973 и 1975—1985) — орден «Знак Почета».
- Попушин Петр Петрович, учитель биологии (1959—1976) — орден Красной Звезды.
- Санько Александр Федорович, учитель физической культуры и спорта (1966—1968) — три ордена Красной Звезды, орден Славы III степени.
- Синянский Иван Владимирович — ордена Отечественной войны I и II степени.
- Ульбашев Исмаил Локманович, заведующий учебной частью (1955—1957) — два ордена «Знак Почета».